# Республика Банат
Республика Банат (нем. Banater Republik, серб. Banatska republika/Банатска република, венг. Bánáti köztarásság, рум. Republica Bănățeană) — государство, провозглашённое в Тимишоаре 31 октября 1918 года после распада Австро-Венгрии. Республика была попыткой сохранить целостность многоэтнического населения Баната перед территориальными интересами других стран. Продолжительность её существования была очень короткой: Республика прекратила своё существование 15 ноября 1918 года с вступлением сербских вооружённых сил в Банат.

## История
К концу Первой мировой войны население Тимишоары оказалось в крайне напряжённом состоянии. 31 октября 1918 года в Тимишоаре прошла крупная уличная демонстрация. В тот же день в зале военных казарм проходила встреча важных местных политических и военных деятелей и создаётся Национальный совет Баната, в который входят представители четырёх важнейших этнических групп Баната: румыны, сербы, немцы и венгры.
Накануне Отто Рот, член руководства Социал-демократической партии Венгрии, и подполковник Альберт Барта, начальник штаба военного округа Тимишоара, приняли участие во встрече венгерских политических лидеров в Будапеште, которые пытались увековечить статус-кво венгерского господства в регионе. Вернувшись в Тимишоару, вечером 30 октября они провели переговоры с местными венгерскими лидерами и решили, что на народном собрании на следующий день, которое положит конец антиавстро-венгерской уличной демонстрации, они провозгласят Банатскую автономную республику в составе Венгрии и создадут Банатский народный совет, подчинённый правительству в Будапеште. Лидером будет Отто Рот, а командующим армией Альберт Барта. На встрече 31 октября Отто Рот провозгласил Банатскую Республику и заявил, что останется верным новому венгерскому правительству. Однако этот манёвр совершенно не одобрили румыны, которые увидели в нём попытку помешать объединению Баната с Королевством Румыния. Румынские лидеры покинули совет и на отдельном заседании сформировали Румынский национальный военный совет во главе с доктором Аурелом Косма.
Также 31 октября был создан Национальный военный совет швабов Баната во главе с подполковником Альбертом Фуксом. Вечером 31 октября тысячи румын из Тимишоары и соседних деревень приняли участие в масштабном национальном собрании на площади Свободы. Собрание большинства румын овациями одобряет слова, сказанные Аурелом Косма: «С сегодняшнего дня цепи рабства румынской нации были разорваны навсегда». Румынский национальный военный совет с первых дней навязывал себя как важную политическую силу, и через свой Исполнительный комитет поддерживал интересы румынских жителей и решительно действовал за объединение Баната с Румынией. Он внёс большой вклад в ускорение процесса установления политико-административного руководства в населённых пунктах Баната. В коммюнике, адресованном населению, он уведомляет, что присоединился к Центральному румынскому национальному совету из Арада и будет признавать только его положения. Это было твёрдое заявление, в котором совет отвергал идею автономии Баната в форме Банатской республики и в то же время озвучивал ясное выражение воли к объединению с Румынией.
В середине ноября ситуация в Тимишоаре ещё больше осложнилась. На основании Военной конвенции, подписанной в Белграде, венгерская армия была вынуждена отступить к северу от реки Муреш. Эвакуированную территорию должны были занять войска союзников. На этом основании сербские воинские части вошли в Банат и 14 ноября 1918 года заняли Тимишоару. Сербское командование берёт на себя военное управление, распуская Национальную гвардию (румынскую, немецкую и венгерскую), а затем берёт на себя гражданское управление.
В 1919 году Банат был разделён между Румынией и Королевством сербов, хорватов и словенцев. Позднее последняя попытка добиться независимости была предпринята немцами Баната, которые 16 апреля 1920 года направили петицию Парижской мирной конференции с просьбой о восстановлении республики, которая включала бы не только Банат, но и соседний регион Бачка. Согласно немецким планам, новая республика должна была быть разделена на кантоны, которыми управляли бы этнические группы большинства в каждом кантоне. Однако Парижская мирная конференция отклонила это предложение.

## Население
Население Республики Банат составляло 1 582 133 человека, из которых 592 049 были румынами (37,42 %), 387 545 немцами (24,50 %), 284 329 сербами (17,97 %), 242 152 венграми (15,31 %), а также общины словаков, карашовцев и русинов. Религиозный состав был следующим: 855 852 православных (54,10 %), 591 447 католиков (37,38 %), а также небольшие группы кальвинистов, лютеран, греко-католиков, иудеев и т. д.